# Иванград
Иванград (укр. Іванград) — село в Бахмутской городской общине Бахмутского района Донецкой области Украины.
Код КОАТУУ — 1420986505. Население по переписи 2001 года составляет 167 человек. Почтовый индекс — 84571. Телефонный код — 6274.
Оккупирован Россией в ходе боев за бахмут.